# Ibisor
Ibisor – część miasta Nowego Targu w województwie małopolskim, w powiecie nowotarskim. Obszar o charakterze rolnym i rekreacyjnym, z budownictwem jednorodzinnym.

## Nazwa
Nazwa Ibisoru pochodzi jeszcze z czasów lokacji Nowego Targu. Wówczas, zgodnie z dokumentem lokacyjnym, na pastwisko dla mieszkańców miasta wydzielono tak zwany "obszar" 6 wolnych łanów. Nazwa tego terenu nad Czarnym Dunajcem przekształciła się w Ibisarz, a następnie Ibisor.

## Położenie
Ibisor to środkowo-zachodnia część Nowego Targu w województwie małopolskim. Znajduje się na wysokości od 585 do 599 m n.p.m., między korytem Czarnego Dunajca a ul. Krakowską (częścią drogi krajowej nr 47, tzw. zakopianki). Na południu sięga do linii kolejowej nr 99 (Chabówka – Zakopane), ul. Kolejowej i Alei Tysiąclecia. Liczy około 1500 mieszkańców.

## Zagospodarowanie terenu
Na Ibisorze dominuje budownictwo jednorodzinne i tereny o charakterze rekreacyjnym z trasami rowerowymi. Na terenach zalewowych nad brzegiem Czarnego Dunajca wypasane są owce. Miejscowy plan zagospodarowania przestrzennego przewiduje budowę nowej drogi omijającej ul. Ludźmierską, prowadzącą przez środek Ibisoru do ul. Krakowskiej, z przedłużeniem przez ul. Parkową i odgałęzieniem przez nowy most na Czarnym Dunajcu w kierunku Grelu. Połowa terenu ma zachować charakter rolny i rekreacyjno-sportowy, a na drugiej planowane jest nowe budownictwo mieszkaniowe.